# ジム・キャッシュ
ジェームズ・ウィリス・キャッシュ（James Willis Cash, 1941年1月17日 - 2000年3月25日）は、アメリカ合衆国の映画脚本家である。1980年代に『トップガン』や『摩天楼はバラ色に』を書いたことで知られる。

## 生い立ちと教育
1941年1月17日にミシガン州ボインシティで生まれた。
1970年にミシガン州立大学（MSU）で英語のB.A.、1972年に同大学でテレビとラジオのM.A.を取得した。

## キャリア
キャッシュはミシガン州立大学で教授として脚本と映画史を教えた。キャッシュは生徒だったジャック・エップス・ジュニアと出会い、後に脚本パートナーとなった。
キャッシュとエップスは大学で脚本執筆を始め、1975年に2人は初めて物語を書いた。その後すぐにエップスはカリフォルニア州ハリウッドに移った。キャッシュはミシガン州イーストランシング、エップスはカリフォルニア州サンタモニカに住み、2人はコンピュータを通して共作していた。
1986年に2人が脚本を書いた『トップガン』が公開された。

## 私生活
キャッシュは妻シンシアとのあいだに子供を4人もうけた。彼は腸の病気により亡くなった。

## フィルモグラフィ
- トップガン Top Gun (1986) 脚本
- 夜霧のマンハッタン Legal Eagles (1986) 脚本・原案
- 摩天楼はバラ色に The Secret of My Success (1987) 脚本
- ターナー&フーチ/すてきな相棒 Turner & Hooch (1989) 脚本
- ディック・トレイシー Dick Tracy (1990) 脚本
- アナコンダ Anaconda (1997) 脚本
- フリントストーン2/ビバ・ロック・ベガス The Flintstones in Viva Rock Vegas (2000) 脚本
- アナコンダ2 Anacondas: The Hunt for the Blood Orchid (2004) 原案・オリジナル脚本
- トップガン マーヴェリック Top Gun: Maverick (2022) キャラクター創造